# Camillo Mango
Benedetto Camillo Mango (Potenza, 27 aprile 1864 – Napoli, 8 febbraio 1937) è stato un avvocato e politico italiano.
Avvocato con studio legale a Napoli, è stato membro del Consiglio generale e segretario del Consiglio del Banco di Napoli e membro della Camera di commercio di Potenza. Deputato per tre legislature, senatore a vita nel 1919. Sposò Ida Aquilecchia.